# Palacio municipal de Villena
El palacio municipal de Villena (Alicante), España, se sitúa en la plaza de Santiago de dicha localidad. Fue edificado por Pedro de Medina a principios del siglo XVI para morada de los beneficiarios magistrales del Templo de Santiago (casa abadía). Fue enajenado en 1576 por el cabildo eclesiástico, y adquirida por el concejo de la ciudad para casas consistoriales.

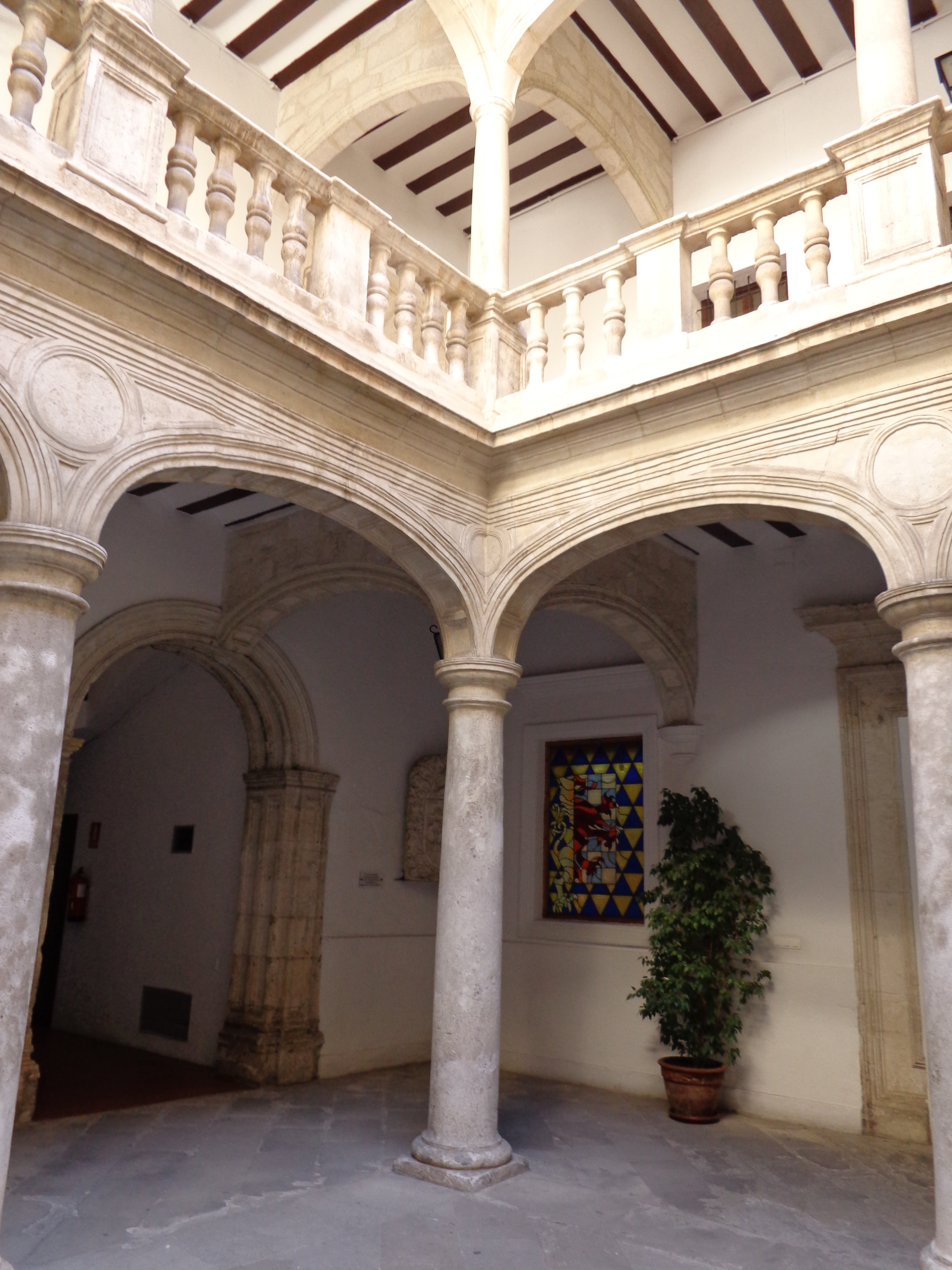
Patio columnado

La valoración del edificio viene dada por su carácter renacentista, de clara impronta en su fachada, en dos de sus ventanas y en el patio de doble galería con escalera incorporada.
Su construcción se atribuye a Jacobo Florentino, escultor que había trabajado con Miguel Ángel en Florencia y que, tras obrar en Granada, y Murcia, muere en Villena en 1526. Tampoco se descarta la participación de Jerónimo Quijano, continuador de aquel en la catedral de Murcia.
La portada, blasonada con el escudo de la ciudad mantenido por tenantes y enmarcado por una orla de temas zoomorfos y florales, sigue el esquema serliano de orden dórico con pedestales y frontón triangular. En el interior del edificio destaca el patio con arcos carpaneles sobre columnas toscanas, discos en las enjutas y casetones en el intradós.
En 1707 el arquitecto Cosme Carreras intervino en el edificio dejando la impronta barroca en la ventana de la fachada del frente izquierdo. En 1963 se amplió la fachada en su parte superior para crear un tercer piso, a la vez que se restauró el patio. Fue declarado Monumento Histórico-Artístico en 1968.
En la actualidad alberga gran parte de las dependencias del Ayuntamiento de la ciudad, así como el Museo Arqueológico.